# 網走分屯基地
座標: 北緯44度4分44.2秒 東経144度13分49.8秒 / 北緯44.078944度 東経144.230500度
網走分屯基地（あばしりぶんとんきち、JASDF Abashiri Sub Base）とは、北海道網走市字美岬官有無番地に所在する航空自衛隊の基地である。三沢基地の分屯基地であり、第28警戒隊が配置されている。分屯基地司令は、第28警戒隊長が兼務。
固定レーダーサイトであり、北海道北東部及びオホーツク海方面の対空警戒・監視を任務としている。網走市街地の北、約6kmの丘陵上に位置し、標高約260m。

## 配置部隊
北部航空方面隊隷下
- （北部航空警戒管制団 ）
  - 第28警戒隊 - J/FPS-4を運用。

## 沿革
- 1952年：アメリカ軍の第511航空管制警戒群第848航空警戒管制中隊（848th Aircraft Control & Warning Squadron 本部：三沢）第28分遣隊(Detachment 28)が展開
- 1955年：航空自衛隊第9025部隊による訓練が開始
- 1961年：北部航空警戒管制団の編成に伴い、第28警戒群編成
- 1963年：アメリカ軍よりレーダー設備移管
- 1983年：大韓航空機撃墜事件発生。当基地の探知状況が国会でも取りざたされる[1]。
- 1990年：第1基地防空群第105基地防空隊新編・配備
- 2000年3月：第28警戒隊に縮小改編
- 2002年：自衛隊の南方重視方針により第105基地防空隊廃止
- 2004年：三次元レーダーのJ/FPS-4へ機材更新